# Самохвалова, Светлана Анатольевна
Светла́на Анато́льевна Самохва́лова (20 декабря 1972, Москва) — советская и российская трековая и шоссейная велогонщица, в различных дисциплинах выступала за сборные СССР, СНГ и России в конце 1980-х — начале 2000-х годов. Двукратная чемпионка мира, победительница и призёрша этапов Кубка мира, участница двух летних Олимпийских игр. На соревнованиях представляла спортивное общество «Динамо», заслуженный мастер спорта.

## Биография
Светлана Самохвалова родилась 20 декабря 1972 года в Москве. Активно заниматься велоспортом начала в раннем детстве, проходила подготовку в экспериментальной школе высшего спортивного мастерства «Москвич». Состояла во всероссийском физкультурно-спортивном обществе «Динамо».
Первого серьёзного успеха добилась в 1989 году, когда попала в юниорскую сборную СССР и выступила на юниорском чемпионате мира в Москве, став чемпионкой в индивидуальной гонке преследования и в гонке по очкам. Год спустя дебютировала на взрослом международном уровне, на мировом первенстве в японском городе Маэбаси завоевала в гонке по очкам серебряную медаль. Позже прошла отбор в так называемую Объединённую команду, созданную из спортсменов бывших советских республик для участия в летних Олимпийских играх 1992 года в Барселоне — на треке в индивидуальной гонке преследования показала шестой результат, на шоссе сошла с дистанции, не дойдя до финиша.
После распада Советского Союза Самохвалова продолжила выступать за сборную России. В 1993 году стала серебряной призёршей всероссийского первенства по шоссейному велоспорту, тогда как на треке в гонке по очкам взяла серебро на чемпионате мира в норвежском Хамаре. В следующем сезоне, добившись звания чемпионки России на шоссе, участвовала во многих престижных международных гонках во Франции, Чехии, Германии, Нидерландах. При этом на треке выиграла две серебряные награды на мировом первенстве в Палермо: в индивидуальном преследовании и гонке по очкам. В зачёте всероссийского шоссейного первенства 1995 года была лишь третьей, зато на чемпионате мира в колумбийской Боготе в гонке по очкам обогнала всех своих соперниц и завоевала чемпионское звание. В 1996 году на аналогичных соревнованиях в Манчестере защитила чемпионский титул и благодаря череде удачных выступлений удостоилась права защищать честь страны на Олимпийских играх в Атланте — в трековой гонке по очкам финишировала четвёртой, немного не дотянув до призовых позиций; в шоссейной программе вновь не смогла финишировать. 
Поучаствовав в двух Олимпиадах, Самохвалова осталась в основном составе российской национальной сборной и продолжила ездить на крупнейшие международные соревнования. В период 2000—2002 выступала за профессиональные команды «Микела Фанини», «Капре — Итера», «Итера». Стартовала на гонке Трофей Альфредо Бинды — коммуны Читтильо в Италии, участвовала в нескольких этапах «Тур де л'Од феминин» во Франции.
Имеет высшее образование, окончила Российскую государственную академию физической культуры (ныне Российский государственный университет физической культуры, спорта, молодёжи и туризма). За выдающиеся спортивные достижения удостоена почётного звания «Заслуженный мастер спорта России».

### Статистика выступления наГранд-турах
| Гонка / Год          | 1993 | 1994 | 1995 | 1996 | 1997 | 1998 | 1999 | 2000 | 2001 | 2002 |
| -------------------- | ---- | ---- | ---- | ---- | ---- | ---- | ---- | ---- | ---- | ---- |
| Гранд Букль феминин  | —    | 41   | 36   | —    | —    | —    | —    | —    | 34   | DNF  |
| Тур де л'Од феминин  | —    | 24   | 41   | 43   | 5    | 27   | DNF  | 41   | 23   | 22   |
| Джиро д’Италия Донне | 9    | —    | —    | —    | —    | —    | —    | —    | 34   | —    |